# プロジェクタ

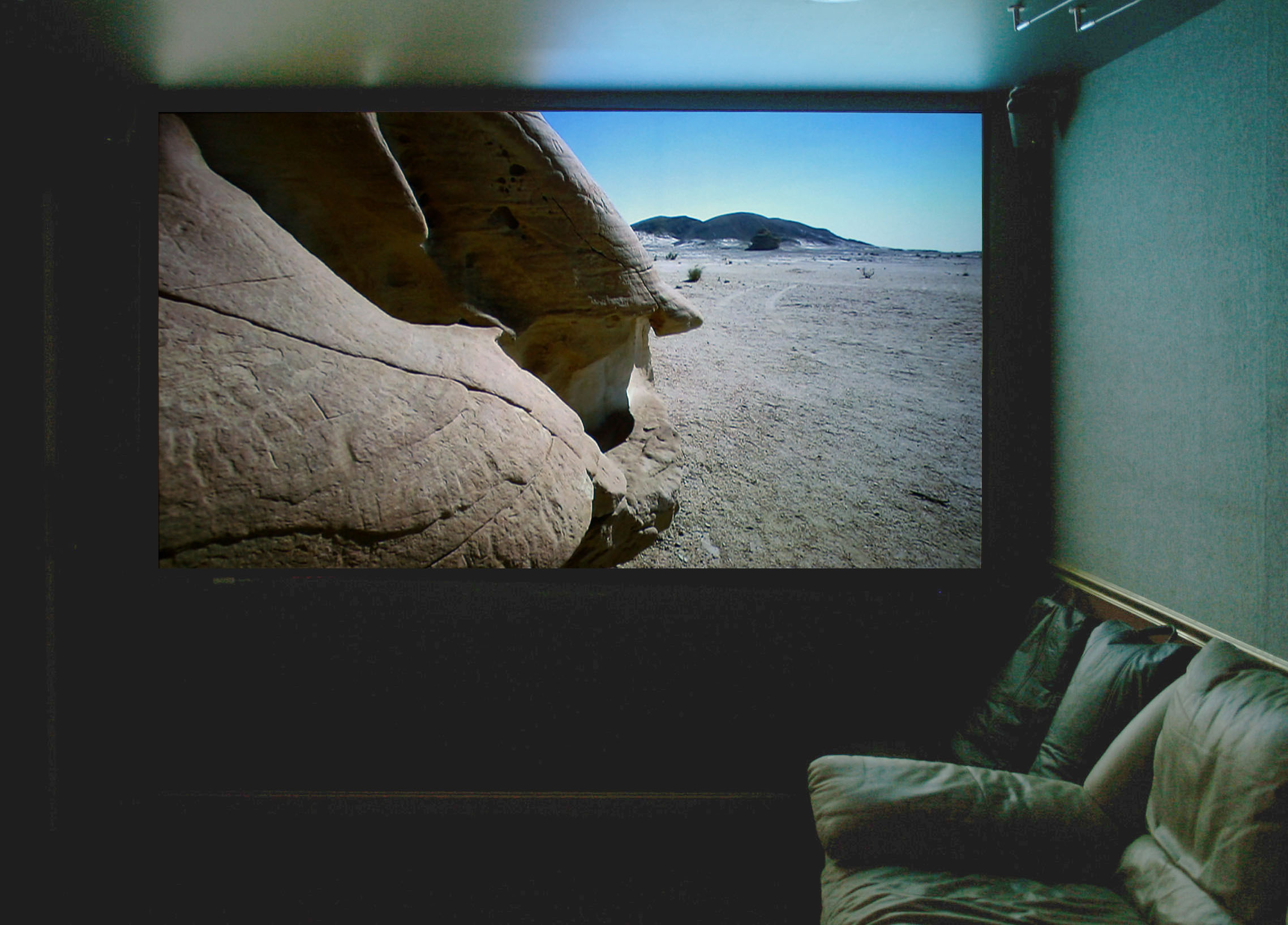
ホームシアターのビデオプロジェクターからの画像

プロジェクタ（英: projector）または投影機（とうえいき）は、ディスプレイ装置の一種で、画像や映像を大型スクリーンなどに投影することにより表示する装置である。プロジェクタには色々な種類があるが、現在では、DLPや液晶を使い、画像を拡大して投影する装置のことを指すのが一般的である。
そのほかには、スライドを投影するスライドプロジェクタ、透明なシート上に書いた図版を投影する、オーバーヘッドプロジェクタ (OHP) などがある。

## 概要
以下では、表示デバイスに表示された画像を投影する装置について述べる。
初期のプロジェクタとしては、油膜を使い、油膜に電子ビームで画像を書き込み、油膜上の濃淡を表示させる、「アイドホール」(en:Eidophor)があげられる。この方式は、油膜が入射光(投影するための光)を物理的に振り分ける作用、言い替えれば変調作用を利用している。このような作用を行なう機構のことをライトバルブ(光弁)という。
ライトバルブ方式のプロジェクタは、前述のアイドホールの他に、ボッケルス効果を利用した、電気光学結晶に対し、電子ビームを当てて濃淡映像を出す、フィリップス社のTitusというもの、液晶の背面から、CRTに写った画像を投影し、表面からあてた光が背面からの光を受けて偏光し、それを投影するものなどが開発された。
CRTを利用するプロジェクタは、1973年に発売されているが、単管式のものであった。3管式のものは1978年に発売され、画質や明るさが向上したため一般に使われるようになった。当初は高輝度ブラウン管の光量の問題から、周囲をほとんど光の無い環境（真っ暗闇）にする必要性があったが、後に改良され手元の新聞大見出し程度は何とか読める環境でも充分に200インチ程度の大画面に投射可能な製品が発売された。
1989年には液晶パネルに光を透過させて投射するタイプ（液晶プロジェクタと呼ばれる）が登場した。これは、先の、液晶の偏光作用を使うものではなく、液晶上の画素を直接電気的に制御して、画面を表示させるものである。液晶パネルの製造技術向上に伴い低価格化と高輝度化（明るい環境でも大画面に投射できる）が進み、また投射されるスクリーンも高機能化が進んだ結果、やや照明を落とした程度のホール（新聞の細かい文字も読む事ができる）においても利用できるようになってきている。特に液晶プロジェクタに関しては、目覚しい低価格化の結果、一般家庭においても普及が進み、ホームシアター用のプロジェクタとしてよく利用されている。
三管式プロジェクタは磁気の影響で映像が歪みやすいため、スピーカー等の音響機能は別に設置されるようになっていたが、液晶プロジェクタに関しては磁気の影響を受けないため、スピーカーやアンプを内蔵する機種もある。
2012年現在のプロジェクタは、デジタルTV受像機等で一般的なHDMIだけでなく、パソコンで用いられているDVIやVGAでの入力・投射可能なものもある。PCを接続することでプレゼンテーションソフトの資料をPCの画面表示そのままで投影することができるため、会議や講演会等においてアニメーション効果等を有するリッチなプレゼンテーションを行うために利用される。また、家庭においてにはゲーム機やPCを接続することで大画面でゲームを楽しむ事にも利用される。
プロジェクタの性能の代表的な指標の一つであるルーメン（光束）を単位とする数値は、プロジェクタにより投射される光の量を表し、投影サイズが同一の条件下ではルーメン値が大きいほど明るい画像を投影可能であり、またルーメン値が大きいほどより大きな投影サイズで投影する事ができる。ルーメン値が大きいほど、より明るい環境においても投影画像を観察可能である。投影可能なスクリーンサイズは機種毎に異なる。

## プロジェクタの動作方式
プロジェクタは、大きく分けて2つの動作方式がある。
CRT方式
CRT画面上、すなわち高輝度で発光している表示装置に表示された画像を、レンズを使って投影する方式である。スクリーンの前面から投影する方式と、背面から投影する方式がある。通常は3原色分のCRTを用意し、それぞれからの映像をスクリーン上で合成する。通常のカラーCRTのような、1つのCRTでカラー画像を出すCRTは使われない。単色のCRTが利用される。これは、カラーCRT内にあるシャドウマスクにより、光量が落ちてしまうためである。大型のプロジェクタの場合には、1つの色に複数のCRTを割り当てる場合もある。
ライトバルブ方式
光源からの光を、ライトバルブで変調し投影する方式である。ライトバルブをフィルムと思えば、映写機やオーバーヘッドプロジェクタと構造は同じである。ライトバルブが1つで3色に対応しているもの、1色ずつ3つのライトバルブを用いて、その画像を合成するもの、透過ではなく、ライトバルブからの反射光を利用するものなど、いくつかの構造がある。大変よく使われている、液晶プロジェクタはこの方式である。

## プロジェクタの種類

### CRTプロジェクタ
CRTプロジェクタは、CRTに表示された画像を、光学系を使って拡大し、投影するプロジェクタである。大まかな構造は図1のようになる。3つの、3原色のモノクロCRT上に画像を表示し、それを拡大レンズで拡大し、スクリーン上に投影する。
CRTプロジェクタは、スクリーンの前面から投影する方式と、スクリーンの背面から投影する方式がある。図2に両者の大まかな概要図を示す。前面投射型は大きな場所での投影に使われるが、この方式は、液晶プロジェクタの進歩にともない、あまり使われなくなってきている。一方、背面投射型のプロジェクタは、家庭用の大型テレビの1つとして利用されている。リアプロとも略される。ただし、リアプロも、CRTから液晶への移行が進んでいるため、全体として、CRTプロジェクタは衰退の方向にある
CRT方式は、他の方式にくらべ、以下の利点がある。
1. 動きが滑らかで残像も少ない
2. 画面が発光しているため、明るい部分の輝きがよい
3. 解像度を変更しても画面にギザギザがでることがない

しかし、以下のような欠点もある。
1. CRTの焼き付きが発生する
2. 蛍光体や電子銃の寿命がある
3. 構造上大きくなり、重い
4. 消費電力が大きい

また、大型のプロジェクタは、ブラウン管が地磁気の影響を受けることから、設置する場所や方角が変わるたびに各発光管の映像調整をする必要がある上に、数十万円～数百万円（当然、明るい映像を投射できるものほど高価である）という価格のため、一般家庭にはほとんど普及せず、行楽施設や企業向けといった限られた用途に利用される程度である。特に三原色に分解された映像を、スクリーン上で一つの映像に合成するため、任意の位置にスクリーンを設置するタイプでは、三色別々に存在するレンズのズームとピントとをそれぞれ調整した上で、ブラウン管上に磁気の影響によって現れる映像の歪みを調整しなければ、きれいな映像を楽しむことはできない。
この形式のものは長時間投射しても耐えうるため、2010年程度まではゲームセンターの50インチ前後の大画面ゲーム機に多く採用された。走査線を利用した安価な光線銃・ライトペンが利用できるメリットもあり、ガンシューティングゲームに多く採用された。また飛行機内などにも多く採用されている。CRTプロジェクタでは、映像のメンテナンスを怠るケースも多く、画面の隅などの映像がひどくぼやけたり色ズレを起こしているものもしばしば見受けられる。

### 液晶プロジェクタ
液晶パネルを内蔵し、放電光を利用した非常に明るい光源ランプからの光を透過させ、これをレンズを使ってスクリーン上に拡大投射する。特に三管式プロジェクタのように複雑な調整を必要とせず、大抵はスライド映写機のようにズームとピントさえ調整すればすぐさま利用できるように設計されている。
これらは当初、液晶パネルの光の透過率の低さや、温度変化によって液晶の反応が変化するほか、パネルや光源ランプ、偏光板の寿命が短いことから、映画等の長時間視聴には向かず、短時間の使用に限定されていたが、この問題は最近の機種では解消している。
その一方、液晶パネルのマトリクス表示（方眼紙のマス目を想像してもらいたい）によって画像を表現しているため、解像度が固定であることから、パソコンからの映像信号や一般のテレビ放送やビデオ・DVD等に利用されるNTSC、さらには外国のテレビ受像機に利用されているSECAM/PAL、またハイビジョン等といった広範囲にわたる画面解像度の変更によって生じる差は苦手とするところで、近年では特殊な画像処理チップを内蔵することでだいぶ改善されたとはいえ、異なる解像度の映像信号を入力した場合にシャギーが目立つなどの問題が発生することがある。（なお、これらは一般家庭ではそれらの解像度変更を求める機会がまずないため、あまり気にする必要がないともいえる）
光源に高圧水銀灯などの放電光を利用するため、光源が厳密には固定されておらず、微妙に位置が揺らぐ（アークジャンプ）。一般にはリフレクタ、フライアイレンズ、インテグレータレンズなどの工夫で目立たなくしているが、揺らぎが大きくなると映像の明暗となって現れ、画質劣化の原因となる。ランプの寿命は比較的短く、寿命内であっても色調が変化する。LCDパネルは、ランプよりも長寿命であるものの、（主に偏光板の）劣化により色調が変化し、寿命を迎える。
液晶を利用していることから、液晶プロジェクタにはまれにドット欠けが見られることがある。
通常の液晶ディスプレイと同様に、一部の画素が一定の色に常時点灯しているのが画素欠けしたプロジェクタでは映し出される。

### DLPプロジェクタ
「DLP」とは「デジタル・ライト・プロセッシング」の頭文字をとった略語で、DMD（デジタル・マイクロミラー・デバイス）を用いて映画やテレビなどの映像を表示するためのシステムを指す（米国 Texas Instruments 社の登録商標）。1987年、同社のラリー・ホーンベック博士が開発したDMDは、半導体上に独立して動く極小のミラーが約48万～200万個敷き詰められており、このアリの足の大きさにも満たない超極小ミラーにランプ光をあて、鏡に反射した光をレンズを通してプロジェクタのスクリーン、リアプロジェクションテレビの画面に投影する仕組みになっている。
DLPの特徴として、「画像の信頼性・高精細性」「焼きつきや色あせがない」「深みのある濃厚な色彩」「非常に高いコントラスト比」などが挙げられ、スポーツやライブ・アトラクションなど動きの速い動画を高画質再生できる。
各画素が1ビットのデジタルであるため、中間階調を表示するためにはフレーム階調処理を行う必要がある。そのため特に初期のものはチップの動作周波数の限界から、動きの速い動画の場合にカラーブレイキング等の現象を引き起こすことがあった。現在では機器の設計／制御(6倍速駆動のカラーホイールなど)によって目立たなくなっている。
DMDはシリコンチップ上のマイクロミラーを動かすことで成り立っているが、劣化（主に温度条件）により徐々に動作角が浅くなり、結果としてドット欠けが発生する（一般には、LCDパネルよりは長寿命である）。
このほか、固定画素である点や放電系の光源の問題は液晶方式と同様である。

### LCOSプロジェクタ
LCOSとはLiquid Crystal On Siliconの略であり、反射型液晶素子のことを言う。透過型LCDが配線の間に画素電極を持つという構造上開口率が低いのに対して、光を反射させる側に配線と電極を持つということで高い開口率を実現する理想的な液晶素子として、半導体や電気機器メーカー各社が古くから開発を行っていた。しかし、量産において歩留まりが悪くコストが非常に高いため、ビジネスとしては成り立たないという理由等で大半のメーカーはLCOS事業から撤退した。量産に成功したのは日本ビクターとソニーの2社だけであり、この2社から高級プロジェクタとして販売されている。なお、日本ビクターのLCOSをD-ILA（Directdrive Image Light Amplifier）といい、ソニーのLCOSをSXRD（Silicon X-tal Reflective Display）という。日本ビクターはD-ILA素子の外販も行っており、キヤノンからもD-ILAプロジェクタが販売されている。2008年にキヤノンはLCOSの自社開発を発表している。
液晶の配向膜に無機配向膜を使う（反射型の必然というわけではない）ことにより、透過型液晶にくらべ寿命が長いという特徴がある。ソニーは、印加された電圧によって液晶の反射率を制御するアナログ駆動方式を全製品に採用している。ビクターは、ソニーと同様のアナログ方式に加えて、時分割のオン／オフの回数によって反射率を制御するパルス駆動方式とを製品によって使い分けている。一般的にはアナログ駆動のほうが階調性も豊かで高画質だが、製品化に手間とコストがかかるといわれている。

### GLVプロジェクタ
GLVとはGrating Light Valveの略であり、回折現象を利用した反射型表示素子である。アメリカのSilicon Light Machinesが開発したもので、同社からのライセンスを受けたソニーが愛地球博にて出展した。

### レーザープロジェクタ
光源として従来のハロゲンランプやLEDに代わりレーザーを利用する。単色光を光源として使用するため、演色性に優れる。1985年に開催されたつくば博や2005年に開催された愛・地球博で出展された。RGB各色の高出力の半導体レーザーが開発されたことにより、2000年代に入り普及の兆しを見せる。MEMSガルバノメータで走査するため、従来の液晶パネルやDMD方式と比較して光学系を簡略化、小型化することが可能で携帯型のプロジェクタ等の応用が期待される。

## スクリーン
ここでは主にスクリーンの表面生地に関して述べる。
かつては白い壁や紙、キャンバス布などが代用される事も珍しくなかったスクリーンだが、近年では表面に様々な加工を施した多種多様な製品が市販されており、設置する環境や用途に対し適切なスクリーンを選ぶ事が推奨されている。各スクリーンの性能は、主にスクリーンゲイン（反射輝度）と反射特性（視野角特性）で示される。スクリーンゲインとは、投射光に対する反射光の輝度を比率で表したもので、標準白板と呼ばれる純白の板での輝度比を1としている。スクリーンゲインの値が高いほど画面が明るくなる。反射特性とは、スクリーン正面を0°、真横を90°とし、それぞれの角度でのスクリーンゲインを表またはグラフで表したものである。0°での輝度を「ピークゲイン」、左右5°での輝度を「5°ゲイン」、主にピークゲイン（もしくは5°ゲイン）に対し輝度が半分（ハーフゲイン、1/2ゲイン）になる時の角度を「半値角（ハーフゲイン角）」と呼び、0°から左右の半値角までが視聴に適した角度（視野角）とされている。半値角が大きい（角度が広い）ほど多人数での視聴に適すようになる。他に、数値等で示されないスクリーンの性能としては、色の再現性やコントラスト感、解像感、反射光の指向性などがある。
スクリーンは光学的な特性によって主に拡散型、反射型、回帰型、透過型の4種類に分けられる。

### 拡散型
マットスクリーン
最も一般的で比較的安価なスクリーン。表面は白色または淡いグレーだが、白色のものは単にホワイトスクリーンとも呼ばれる。塗料が塗布されたマット（艶消し）仕上げの布地か、マット仕上げの樹脂シートのものが一般的である。投射光が拡散反射するため視野角が非常に広く、どの視聴角度でも色や明るさが大きく変わらないので多人数での視聴に向いているが、スクリーンゲインが低いので、輝度の低いプロジェクタを大画面で使用する場合は画面が暗くなるので注意が必要である。また照明等の外乱光の影響を受けやすいので視聴環境を出来る限り暗所にする事が望ましい。視聴環境が明るくなるに従い映像全体が暗く白っぽくなり見づらくなる。また、拡散反射のため迷光（スクリーンの反射光が周囲の壁面などに反射して再度スクリーンに戻ってきてしまう現象）を生みやすい。布地製で表面に規則的な編み目が見えるものはプロジェクタの画素と網み目が干渉して映像にモアレが生じる場合がある（近年は編み目を不規則な並びにしている製品が多い）。

### 反射型
パールスクリーン
スクリーン表面にパール系樹脂が塗布されているスクリーンで、スクリーンゲインはマットスクリーンより高い。表面に細かなエンボス加工が施されているので、ある程度の視野角も確保されている。正反射の性質があり、プロジェクタが天吊の場合に明るい画面を得られやすい。スクリーンの平面性が悪いと映像に明るさや色のムラが出来やすい。
シルバースクリーン
金属粉末系の塗料が塗布された銀色のスクリーンで、スクリーンゲインが非常に高い。正反射の性質が強く、視野角は狭い。投射光の偏光特性を維持する性質がある為、偏光方式の3Dプロジェクタには必須のスクリーンである。他に特殊なシルバースクリーンとして、アルミコーティング表面にレンチキュラー加工を施したタイプが存在する。

### 回帰型
ビーズスクリーン
スクリーン表面に極少の光学レンズガラス球が塗布されている比較的高価なスクリーン。投射光と同じ方向に反射光が戻る性質（再帰性反射）がある。スクリーンゲインは高く、外乱光の影響を受けにくく迷光にも強い。視野角はパールスクリーンより狭い。プロジェクタと視聴位置が近接な場合は明るく鮮やかな画面が得られる反面、天吊などでプロジェクタと視聴位置に高低差がある場合には不向きとされる。表面を擦るとビーズがはがれる事があるため、扱いには特に注意が必要である。

### 透過型
透過スクリーン
別名リアスクリーン、リアタイプスクリーン、リアプロジェクションスクリーン。ビニールやアクリル、ガラス等で出来た半透明のスクリーン。スクリーン背面に映像を投射し前面から視聴する。スクリーン裏側にプロジェクタや反射ミラー等を設置する空間が必要で、コントラストを上げる為には裏側空間を暗所にする必要がある。光の透過率等を変える事でスクリーンゲインと視野角が大きく変わってくるので、性能の違う数パターンの製品がラインナップされている事が多い（通常スクリーンゲインが高いと視野角が狭い）。視聴環境が照明下などの明所でもコントラストの高い映像を得る事が可能な事と、スクリーンの前に立っても映像が遮断されない事が主な利点である。またアクリルやガラスを使用したものは平面性が高く、温湿度や振動の影響を受けにくい。リアプロジェクションテレビは透過スクリーンを使用した製品である。他に特殊な透過スクリーンとして、映像が投射されていない時は鏡のようになるもの、電源のON/OFFで透明/半透明を変えられるもの、表面がタッチパネルになっているもの、投射した映像が表裏両面で見られるもの、後述のブラックスクリーンタイプなどがある。

### 特殊なスクリーン
サウンドスクリーン
スクリーン面に微細な穴が無数に開いている音響透過型スクリーン。拡散型と反射型を使用したものがある。スピーカーをスクリーン背面に設置する場合に使用する。スクリーン面があたかも音源であるかのように映像と音が一体となった定位感を得られることから、ほぼ全ての商用映画館がサウンドスクリーンを使用している。穴が規則的に並んでいる場合、固定素子を持つプロジェクタの画素と穴が干渉して映像にモアレが生じる場合がある。また、穴は光も通すのでスクリーン背面に照明や機器ランプ等があると透けて見える場合がある。背面のスピーカーやスクリーンフレーム等に光沢部分がある場合も、穴からの入射光が反射して視聴位置から見える場合があるので、黒幕を貼ったり艶消しの黒を塗るなどの処置を行う事が望ましい。スクリーンの製品に対してTHX認定を取得する為にはサウンドスクリーンであることが必須条件である。

#### その他
照明や外乱光のある環境ではスクリーン自体が白く浮き上がってくるため、必然として映像の中の黒色が白っぽくなる（黒浮き）。その黒浮きを軽減するためにスクリーン自体に色をつけたり、照明下でも使えるように黒に近い色にした製品などが存在する。黒に近い色のものは「ブラックスクリーン」とも呼ばれる。本来、スクリーンを黒くすると画面は極端に暗くなるはずだが、これらのスクリーンは特殊な素材を使用する等によってマットスクリーンよりもスクリーンゲインを高めている。